# Duthiella perpapillata
Duthiella perpapillata är en bladmossart som beskrevs av Brotherus 1929. Duthiella perpapillata ingår i släktet Duthiella och familjen Leskeaceae. Inga underarter finns listade i Catalogue of Life.